# Лоэ-Риккельсхоф
Лоэ-Риккельсхоф (нем. Lohe-Rickelshof) — община в Германии, в земле Шлезвиг-Гольштейн. 
Входит в состав района Дитмаршен. Подчиняется управлению КЛьГ Хайде-Ланд.  Население составляет 2015 человек (на 31 декабря 2010 года). Занимает площадь 5,39 км².
Коммуна подразделяется на 2 сельских округа.